# Jens-Frederik Nielsen
Jens-Frederik Nielsen, född 22 juni 1991, är en grönländsk politiker och före detta badmintonspelare som är Grönlands statsminister sedan april 2025. Han är ledare för partiet Demokraatit och har tidigare varit minister för arbetsmarknad och mineralresurser under Kielsen VII:s regering 2020–2021. Nielsen är den första från Demokraatit som har utsetts till statsminister.